# Richard Corliss
Pour les articles homonymes, voir Corliss.
Richard Corliss est un journaliste américain de presse écrite, né le 6 mars 1944 à Philadelphie et mort le 23 avril 2015 à New York.

## Biographie

### Jeunesse et formation
Durant sa jeunesse, Richard Corliss assiste à une projection du Septième Sceau d'Ingmar Bergman. Le film lui permet pour la première fois d'envisager le cinéma comme une forme d'expression artistique. Corliss obtient un bachelor's degree du St. Joseph's College, puis un master's degree de l'université Columbia. Il étudie également à l'université de New York.

### Carrière journalistique
Corliss écrit notamment pour National Review et Maclean's. En 1970, il devient rédacteur en chef de la revue Film Comment (en). À partir de 1980, et durant 35 ans, il est critique de cinéma pour le magazine Time. Il écrit 2 500 critiques de films, ainsi que des articles de fond sur différents sujets. Avec son confrère Richard Schickel, il publie « All-TIME 100 Movies », une liste des plus grands films réalisés depuis la naissance du magazine Time.
Corliss apprécie tous les genres cinématographiques. Dans ses articles, il souligne le rôle du scénariste, par opposition à celui de réalisateur, dans la création cinématographique.

### Autres activités
Durant plusieurs années, le critique fait partie du comité de sélection du festival du film de New York. Au cours de sa carrière, il publie quatre livres consacrés au cinéma.

## Vie privée
En 1969, Richard Corliss épouse Mary Yushak, conservatrice au Museum of Modern Art. Le journaliste meurt le 23 avril 2015 des suites d'un accident vasculaire cérébral.

## Ouvrages
- (en) Greta Garbo, Pyramid Publications, 1974, 157 p. (ISBN 978-0-515-03480-6)
- (en) Talking Pictures : Screenwriters of Hollywood, David & Charles, 1975, 398 p.
- (en) Lolita, British Film Institute, 1994, 91 p. (ISBN 978-0-85170-368-8)
- (en) Mom in the Movies : The Iconic Screen Mothers You Love (And a Few You Love to Hate), Simon & Schuster, 2014, 231 p. (ISBN 978-1-4767-3826-0)